# Pegomya saximontana
Pegomya saximontana är en tvåvingeart som beskrevs av Griffiths 1983. Pegomya saximontana ingår i släktet Pegomya och familjen blomsterflugor.
Artens utbredningsområde är Alberta. Inga underarter finns listade i Catalogue of Life.